# Складна черепаха сейшельська
Склáдна черепаха сейшельська (Pelusios seychellensis) — вид черепах з роду Складні черепахи родини Пеломедузові черепахи.

## Опис
Карапакс завдовжки досягає 16,5 см. Голова доволі велика. Кінчик верхньої щелепи витягнутий уперед на кшталт гака. На нижній щелепі присутні 2 вусика. Карапакс доволі плаский з помітний кілем. Пластрон невеликий, містить шарнір між грудним і черевними щитками. Задні кінцівки мають ребристість, на пальцях по 5 кігтів. На кінцівках присутні великі щитки.
Голова темно—коричневого кольору з жовтими й червоними плямами на потилиці. Колір шиї, кінцівок, хвоста жовтувато—коричневий. Карапакс чорного забарвлення. Пластрон чорний, його краї мають блідо—жовтий колір.

## Спосіб життя
Полюбляє повільні поточні річки з м'яким ґрунтом. Харчується рослинною й тваринною їжею.
Самиця відкладає до 12 яєць. Про парування цієї черепахи замало відомостей.

## Розповсюдження
Мешкає на о. Мае (Сейшельські острови). Тривалий час вважалася вимерлою. Проте у 1994 році було знайдено декілька особин у дикій природі. Можливо збереглася у приватних зоопарках.